# تهران ۴۳

صحنه‌ای از فیلم.

تهران ۴۳ (به انگلیسی: Teheran 43) فیلمی مهیج محصول مشترک کشورهای شوروی سابق، فرانسه و سوئیس می‌باشد و در سال ۱۹۸۱ ساخته شده است. این فیلم را الکساندر آلوف و ولادیمیر نائوموف کارگردانی کرده‌اند و بازیگران مشهوری ‌چون آلن دلون و کلود ژاد در آن بازی کرده‌اند.
این فیلم با ۴۷٫۵ میلیون بیننده در سال ۱۹۸۱ بهترین فیلم سال شوروی شد. همچنین جایزه طلایی جشنواره بین‌المللی فیلم مسکو را در سال ۱۹۸۱ دریافت کرد.

## داستان
این فیلم در مورد تلاش برای ترور وینستون چرچیل، ژوزف استالین و فرانکلین دلانو روزولت در زمان کنفرانس تهران است.

## خلاصه داستان

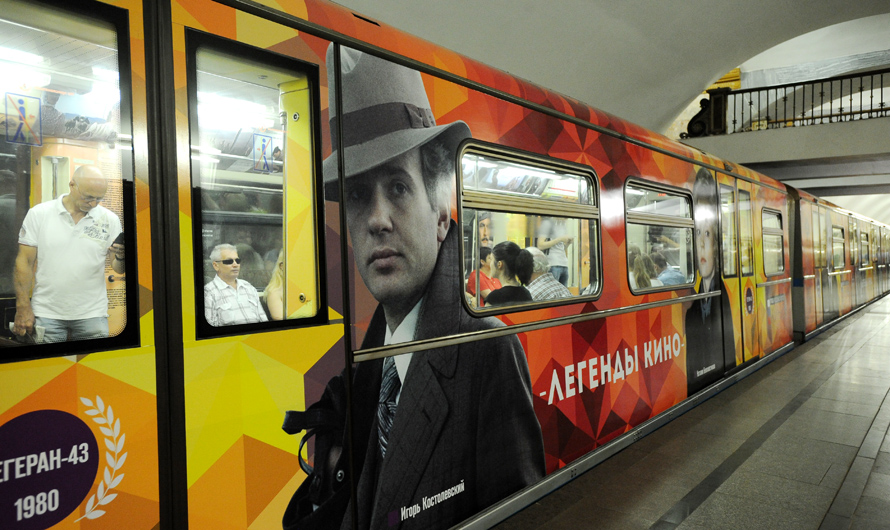
پوستر فیلم تهران۴۳ بر روی قطار مسکو در کمپین (افسانه‌های سینما)

این فیلم یک پروژه حمله (عملیات بزرگ ساوت) علیه وینستون چرچیل، جوزف استالین و فرانکلین دی. روزولت در سال ۱۹۴۳ در جریان کنفرانس تهران توسط نازی‌ها را فاش می‌کند. مأمور سرویس شوروی آندره ایلیچ (ایگور کوستولوسکی) در حراجی در لندن در سال ۱۹۸۰ شرکت می‌کند که اسناد محرمانه مربوط به سال ۱۹۴۳ با میانجیگری ماکس ریچارد (آرمن جیگارخانیان) در لندن برگزار می‌شود. مکس یک جاسوس نازی بود که توسط شرنر (آلبرت فیلوزوف) مأموریت داده شده بود تا علیه «سه نفر بزرگ» چرچیل، استالین و روزولت حمله کند. ۱۹۴۳، که سال عشق بین آندره و ماری زن جوان فرانسوی (ناتاشا بلوخوستیکوا) است.
در سال ۱۹۸۰ در پاریس، آندره می‌داند که هنوز در خطر است زیرا شرنر، رئیس یک شبکه تروریستی بزرگ، به تازگی در پاریس در ازای گروگان‌های هواپیمای ربوده شده آزاد شده است و تقریباً همه شاهدان رویدادهای ۱۹۴۳ را از بین می‌برد. ایلیچ در آن شرکت می‌کند. ناتوان، برای آزادی شرنر، محرک حمله. مکس با احساس شکار به آپارتمانی قدیمی پناه می‌برد بدون اینکه بداند همراه جوانش فرانسوا (کلود جید) در دستمزد شرنر است. مکس فیلم‌های مخفی قدیمی را به فرانسوا نشان می‌دهد که می‌خواهد توسط وکیل لگرن به حراج گذاشته شود.
در طی یک هواپیماربایی که توسط شرنر آغاز شد، دختر ماری، ناتالی (ناتالیا بلوخوستیکوا در نقش دوگانه) نیز با آندری ملاقات می‌کند. بازرس پلیس پاریس ژرژ روش (آلن دلون) که می‌خواهد از شاهد ماری محافظت کند، با ناتالی ملاقات می‌کند. و وکیل میکروفیلم‌هایی است که قرار بود در حراجی فروخته شوند. فرانسوا با گفتن اینکه برای شرنر کار می‌کند، مکس را تحریک می‌کند، اما به او رحم می‌کند. فرانسوا او را به مخفیگاه جدیدی می‌برد..